# 敷波 (吹雪型駆逐艦)
敷波（しきなみ）は、日本海軍の駆逐艦。吹雪型（特型）の12番艦（特II型の2番艦）である。艦名は頻りに寄せる波に由来し、この名を受け継ぐ日本海軍の艦船としては敷波型駆逐艦「敷波」に続き2代目に当たる。

## 艦歴
舞鶴工作部で建造。一等駆逐艦に類別された。「磯波」「浦波」「綾波」と第19駆逐隊（第2艦隊第2水雷戦隊）を編成した。
日中戦争に際しては1937年（昭和12年）、上海、杭州湾上陸作戦に参加。
太平洋戦争では、南方進攻、ミッドウェー海戦、ソロモン諸島・ニューギニアの諸作戦に参加。このうち、1942年のバタビア沖海戦では、米重巡「ヒューストン」の撃沈に貢献している。その後、南方で海上護衛、哨戒活動に従事した。
1943年6月、マカッサルで爆撃を受けて損傷した軽巡洋艦「鬼怒」を軽巡洋艦「球磨」とともにスラバヤまで護衛した。7月22日、スラバヤで空襲により5名が戦死した。
1944年（昭和19年）8月1日、シンガポール沖にて座礁事故を起こすも、離礁に成功する。応急修理の後、本格的な修理を受けるためにヒ72船団の護衛に協力して内地に向かうことになった。しかし、9月12日0155、船団は米潜水艦「グロウラー」 (USS Growler, SS-215)の雷撃を受ける。船団護衛部隊旗艦の海防艦「平戸」に魚雷1本が命中。平戸は閃光と水柱に包まれ、それが消えると同時に海上からその姿を消し、護衛司令官の梶岡定道少将が戦死してしまう。旗艦を失い、混乱する船団は米潜水艦部隊の雷撃により被害が次々に増える中、敷波は対潜掃討を行っていたが、0655、北緯18度16分 東経114度40分 / 北緯18.267度 東経114.667度の海南島東方洋上でグロウラーの再度の雷撃で魚雷2本が立て続けに命中して4分で沈没した。駆逐艦長の高橋達彦少佐以下乗員200名余りが戦死し、乗員67名が海防艦御蔵に救助された。
1944年（昭和19年）10月10日に除籍された。

## 歴代艦長
※『艦長たちの軍艦史』277-278頁による。

### 艤装員長
- 藤田類太郎 中佐：1929年9月5日 - 1929年11月1日

### 艦長
- 藤田類太郎 中佐：1929年11月1日 - 1931年12月1日
- 池田久雄 中佐：1931年12月1日 - 1932年11月15日 同日より予備艦
- （兼）河原金之輔 中佐：1932年11月15日[8] - 1932年12月1日[9]
- 中原達平 中佐：1932年12月1日[9] - 1933年11月15日[10]
- 直塚八郎 中佐：1933年11月15日 - 1934年1月10日[11]
- （兼）古木百蔵 中佐：1934年1月10日[11] - 1934年4月28日[12]
- 伊崎俊二 少佐：1934年4月28日[13][12] - 1934年11月15日[14]
- 佐藤康夫 少佐：1934年11月15日 - 1936年12月1日
- 天野重隆 中佐：1936年12月1日 - 1937年11月15日[15]
- 折田常雄 少佐：1937年11月15日 - 1938年10月5日[16] ※1937年12月1日より予備艦
- （兼）大原利通 少佐：1938年10月5日[16] - 1938年12月15日[17]
- 山本岩多 中佐：1938年12月15日 - 1939年2月2日[18] ※同日より予備艦
- （兼）仙波繁雄 少佐：1939年2月2日[18] - 1939年6月20日[19]
- （兼）橋本金松 大尉：1939年6月20日[19] - 1939年7月20日[20]
- 大河原肇 少佐：1939年7月20日 - 1940年1月25日[21]
- 岩上次一 少佐：1940年1月25日 -
- 川橋秋文 少佐：1942年4月15日 -
- 道木正三 少佐：1943年6月20日 -
- 高橋達彦 少佐：1944年4月1日 - 1944年9月12日戦死